# Рупча
Ру̀пча е село в Югоизточна България, община Руен, област Бургас.

## География
Село Рупча се намира в югоизточна България, около 52 km северозападно от областния център Бургас и 25 km в същата посока от Айтос, около 28 km на север-североизток от Карнобат, около 19 km на запад-северозапад от общинския център Руен и около 2 km на север-североизток от съседното му село Люляково. Разположено е в южните разклонения на Върбишката планина, Източна Стара планина. Общински път от Люляково минава през Рупча и през селата Планиница и Вишна прави връзка с път III-208 (северно от село Дъскотна). Надморската височина в северния край на селото е около 320 – 330 m, в южния му край е около 270 – 280 m, а в центъра му е около 300 m.
Населението на село Рупча има максимума си по брой към 1985 г. – 686 души, а през следващите години постепенно намалява до 417 (по текущата демографска статистика за населението) към 2018 г.
При преброяването на населението към 1 февруари 2011 г. от обща численост 418 лица за 209 лица е посочена принадлежност към „турска“ етническа група, а за останалите не е даден отговор.

## История
След края на Руско-турската война 1877 – 1878 г., по Берлинския договор селото остава на територията на Източна Румелия. От 1885 г. – след Съединението, то се намира в България с името Ру̀пча (Малка Рупча).
В миналото селото се е намирало в чашата на сегашния язовир Камчия. Въз основа на описни регистри от XV век, според които има вълнения в селата Рупча, Цибра и Скомля, Бистра Цветкова допуска, че тези движения са следствие на похода от 1444 г. и местното население взема участие в армията на Владислав III и Янош Хуняди.

## Население

### Етнически състав
Преброяване на населението през 2011 г.
Численост и дял на етническите групи според преброяването на населението през 2011 г.:
|                     | Численост |
| Общо                | 418       |
| Българи             | -         |
| Турци               | 209       |
| Цигани              | -         |
| Други               | -         |
| Не се самоопределят | -         |
| Неотговорили        | 207       |

## Религии
В село Рупча се изповядва ислям.

## Обществени институции
Село Рупча към 2020 г. е център на кметство Рупча. Населените места в кметството са селата Дюля, Звезда и Рупча.
В село Рупча към 2020 г. има постоянно действаща джамия.